# ムーン・ラッピン
『ムーン・ラッピン』（Moon Rappin'）は、アメリカ合衆国のジャズ・ミュージシャン、ジャック・マクダフが「ブラザー・ジャック・マクダフ」名義で1969年12月に録音・1970年にブルーノート・レコードから発表したスタジオ・アルバム。

## 解説
タイトル曲では、マクダフはオルガンだけでなくピアノも演奏した。Stephen Thomas Erlewineはオールミュージックにおいて5点満点中3点を付け「ブラザー・ジャック・マクダフの、特に野心的な作品の一つ」「マクダフの多くの作品と異なり、アルバム全体を通じて安定したグルーヴのある作品ではなく、純然たるソウル・ジャズとも、はたまたフリー・ジャズとも違う、雰囲気重視の領域に突入した」と評している。
収録曲「オブリゲットー」は、ヒップホップ界において度々サンプリングの素材となってきた。例として、ア・トライブ・コールド・クエストは「シナリオ」と「チェック・ザ・ライム」の2曲で同曲を使用し、また、ブラック・アイド・ピーズの「ニュー・ウェイヴ」ではジーン・デュションのボーカル・パートが使用された。

## 収録曲
全曲ともジャック・マクダフ作。
1. フラット・バッキン - "Flat Backin'" - 10:25
2. オブリゲットー - "Oblighetto" - 6:37
3. ムーン・ラッピン - "Moon Rappin'" - 6:22
4. メイド・イン・スウェーデン - "Made in Sweden" - 7:39
5. ルーズ・フット - "Loose Foot" - 5:05

## 参加ミュージシャン
- ジャック・マクダフ - ハモンドオルガン、ピアノ
- ビリー・フィップス - フルート、テナー・サクソフォーン
- ジェリー・バード - ギター
- リチャード・デイヴィス - エレクトリックベース
- ジョー・デュークス - ドラムス
- ジーン・デュション（英語版） - ボーカル(on #2)[1]

その他、トランペット奏者（氏名不明）およびバリトン&テナー・サクソフォーン奏者（氏名不明）も参加。